# Pyriglena
A Pyriglena a madarak osztályának verébalakúak (Passeriformes) rendjébe és a hangyászmadárfélék (Thamnophilidae) családjába tartozó nem.

## Rendszerezésük
A nemet Jean Cabanis német ornitológus írta le 1847-ben, az alábbi 3 faj tartozik ide:
- Pyriglena leuconota
- Pyriglena leucoptera
- bahiai hangyászgébics (Pyriglena atra)

## Előfordulásuk
Dél-Amerika területén honosak. Természetes élőhelyei a szubtrópusi vagy trópusi esőerdők és lombhullató erdők. Állandó, nem vonuló fajok.

## Megjelenésük
Testhosszuk 16–18 centiméter közötti.

## Életmódjuk
Főleg rovarokkal, pókokkal és százlábúakkal táplálkoznak.